# Barom-Kloster
| Tibetische Bezeichnung               |
| ------------------------------------ |
| Tibetische Schrift: 'ba' rom dgon pa |
| Chinesische Bezeichnung              |
| Vereinfacht: 拔戎寺                  |
| Pinyin:Barong si                     |

Das Barom-Kloster (tib.  'ba' rom dgon pa) ist das Gründungskloster des von Barompa Darma Wangchug ( 'ba' rom pa dar ma dbang phyug) im 12. Jahrhundert gegründeten Barom-Kagyü-Zweiges ( 'ba' rom bka' brgyud) der Kagyü-Schultradition des tibetischen Buddhismus. Es wurde im Jahr 1153 gegründet. Das Kloster liegt in der heutigen Großgemeinde (chin.) Gulu des Kreises Nagqu (Nagchu) in Tibet.
Das Kloster steht auf der Liste der Denkmäler des Autonomen Gebiets Tibet.